# 여드름
여드름(영어: acne vulgaris, acne), 또는 보통 여드름은 피부의 피지선, 염증성 질환을 의미한다. 보통 피부에서 붉게 나타나는데, 유형은 약 50여 가지가 있다. 인간은 사춘기에 많이 찾아온다. 잘못된 화장, 스트레스, 성 호르몬, 데모덱스균 환경 등이 여드름의 요인들이다.

## 원인 및 증상
여드름은 피지가 많이 분비되는 부위에 생기기가 매우 쉽다. 여드름은 피지를 분비하는 모공에서 시작된다. 모공 속에 피지나 각질이 모여 검은 여드름(모공이 열리고 내용이 보이는 상태)이나 하얀 여드름(모공이 닫힌 상태)으로 불린다.
검거나 하얀 여드름에서 붉은 여드름으로 바뀌게 하는 것은 피부에 상주하는 세균 P.acnes이다. 이 세균은 피지를 좋아하기 때문에 모공에서 증식하여 피부 안에 염증을 일으키는 단백질을 자극한다. 그러므로 염증이 일어나 붉어지거나 고름이 쌓여 노란 부분이 생긴다. 여기서 더 진행하여 모공에서 분비물이 흘러서 염증이 퍼질 수도 있다. 이때에는 피부의 깊은 부분을 손상하기 때문에 염증이 나아도 흔적이 남을 수가 있다. 게다가 여드름이 일어나는 구조가 완벽하게 해명된 것은 아니다.
사탕이나 성행위 때문에 일어난다는 소문이 있지만, 과학적으로 증명되지는 않았다. 사춘기 때 일어나는 것은 테스토스테론의 분비량이 많아져 이에 반응하는 것이 보통이다. 대부분 사람의 경우 그 반응은 시간이 지남에 따라 줄어들게 된다.

## 인식
클레오파트라(기원전 60~30년) 시대에는 황을 피부에 바르는 것이 여드름을 치료하는 유용한 형태로 인식되었다.

## 발생 부위
여드름은 얼굴에 많이 나타나지만, 그 이외의 신체 부위에서도 발생 할 수 있다.

## 치료
대표적인 치료법으로는 항생제, 과산화벤조일, 레티노이드 등의 국소 치료법과 항생제, 호르몬, 구강 레티노이드 등의 전신 치료법이 있다.
일반적인 여드름에 대한 첫 번째 권장 치료법은 국소 레티노이드, 과산화 벤조일, 국소 또는 구강 항생제를 포함한다. 빛 치료 및 레이저 치료와 같은 시술은 일차적인 치료법이 아니며 비용이 많이 들고 증거가 제한되어 있기 때문에 보통 추가적인 역할만 한다.
여드름 치료제는 코메돈의 초기 단계를 목표로 하며 보통 눈에 보이는 피부 병변에 효과가 없다; 여드름은 보통 8주에서 12주의 치료 후에 사라진다.  실험실 연구는 여드름과 관련된 통증과 염증을 완화하기 위해 CBD를 사용하는 것에서 유망한 결과를 보여주었다.
사람들은 종종 여드름을 단기적인 질환으로 보며 어떤 사람들은 여드름이 사춘기 이후에 사라질 것으로 예상한다. 이러한 오해는 자기 관리에 대한 의존이나 치료에 대한 장기적인 집착 문제로 이어질 수 있다. 때문에 피지선에 도움을 줄수있는 피지선전용 클렌징을 사용하는것이 좋고 이 질환의 장기적인 특성을 전달하고 여드름에 대한 신뢰할 수 있는 정보에 더 잘 접근하는 것은 사람들이 치료로부터 무엇을 기대해야 하는지를 아는 데 도움을 줄 수 있다.

## 같이 보기
- 면포
- 피지샘
- 지방간
- 비립종
- 안드로겐